# 3208-as mellékút (Magyarország)
A 3208-as számú mellékút egy közel 15 kilométeres hosszúságú, négy számjegyű mellékút Heves vármegyében; a 3-as főút kápolnai szakaszától húzódik Tenkig, ahol pedig a  31-es főúthoz csatlakozik.

## Nyomvonala
A 3-as főútból ágazik ki, annak a 110+800-as kilométerszelvénye közelében, Kápolna belterületének keleti részén, dél felé. Rövid belterületi szakasza a Szabadság tér, majd a Kápolnai út nevet viseli, és alig több mint 1 kilométer után átlép Kompolt határai közé. A második kilométere táján azonban már csak a nyugati oldala tartozik Kompolthoz, a keleti oldala Kál határai közé esik – ezen a részen ugyanis a két település összenőtt egymással –, pár száz méter után pedig teljesen káli területre lép.
2,7 kilométer után éri el a Budapest–Sátoraljaújhely-vasútvonal, a Kisterenye–Kál-Kápolna-vasútvonal és a Kál-Kápolna–Kisújszállás-vasútvonal közös állomása, Kál-Kápolna vasútállomás térségét, ahol egy rövid szakasz erejéig keletnek fordul és Vasút utca lesz a neve; ugyanott nyugat felé kiágazik belőle az állomást kiszolgáló 32 306-os számú mellékút. Az állomás keleti szélénél keresztezi a vágányokat, majd – Gárdonyi Géza utca néven – visszakanyarodik, hogy aztán a korábbi nyomvonalának irányát követve folytatódhasson, már Rózsa utca néven. A központban, 3,7 kilométer után kiágazik belőle nyugat-délnyugat felé a 3207-es út, mely Heves Alatka nevű külterületi városrészébe vezet; az elágazás után Dózsa György utca lesz a neve és így lép ki a belterületről is, 4,2 kilométer után.
Majdnem pontosan 5,4 kilométer után elhalad az M3-as autópálya felüljárója alatt, de a sztrádával csomópontja is van: a felüljáró előtt nyugatnak ágaznak ki belőle a Budapest felé vezető útirányt kiszolgáló átkötő utak, az ellenkező irány hasonló útjai pedig a felüljárótól délre, szintén nyugatnak. A hatodik kilométerénél újabb vasúti keresztezése következik: itt a miskolci vonaltól időközben különvált kisújszállási szárnyvonalat szeli át. immár másodszor. Még ezután is káli határok közt folytatódik, 7,2 kilométer megtétele után hagyja csak el a községet.
Erdőtelek a következő települése, melynek lakott területét nagyjából a 9. kilométerénél éri el, ugyanott lehet letérni az út közelében található Erdőtelki Égerláp Természetvédelmi Terület és a védett terület szélén álló Benes-kúria felé. Fő utca néven halad végig a falun, közben – kicsivel a 10. kilométere előtt – kiágazik belőle nyugat felé az Erdőtelek vasútállomásra vezető 32 307-es számú mellékút. 11,6 kilométer megtételét követően lép ki a belterületről, és a 13+350-es kilométerszelvénye táján szeli át a község déli határát. Tenk az útjába eső utolsó település, melynek kevéssel ezután el is éri a lakott területét, az Erdőtelki út nevet felvéve. Így is ér véget, a helyi főtér mellett, beletorkollva a 31-es főútba, annak a 119+850-es kilométerszelvénye közelében.
Teljes hossza, az országos közutak térképes nyilvántartását szolgáló kira.kozut.hu adatbázisa szerint 14,692 kilométer.

## Települések az út mentén
- Kápolna
- Kompolt
- Kál
- Erdőtelek
- Tenk